# Theodor Pištěk
Theodor Pištěk (né le 13 juin 1895 à Prague, Autriche-Hongrie; mort le 5 août 1960  à Mukařov, Tchécoslovaquie) fut un acteur tchécoslovaque. Il ne doit pas être confondu avec son fils, le costumier Theodor Pištěk.

## Galerie

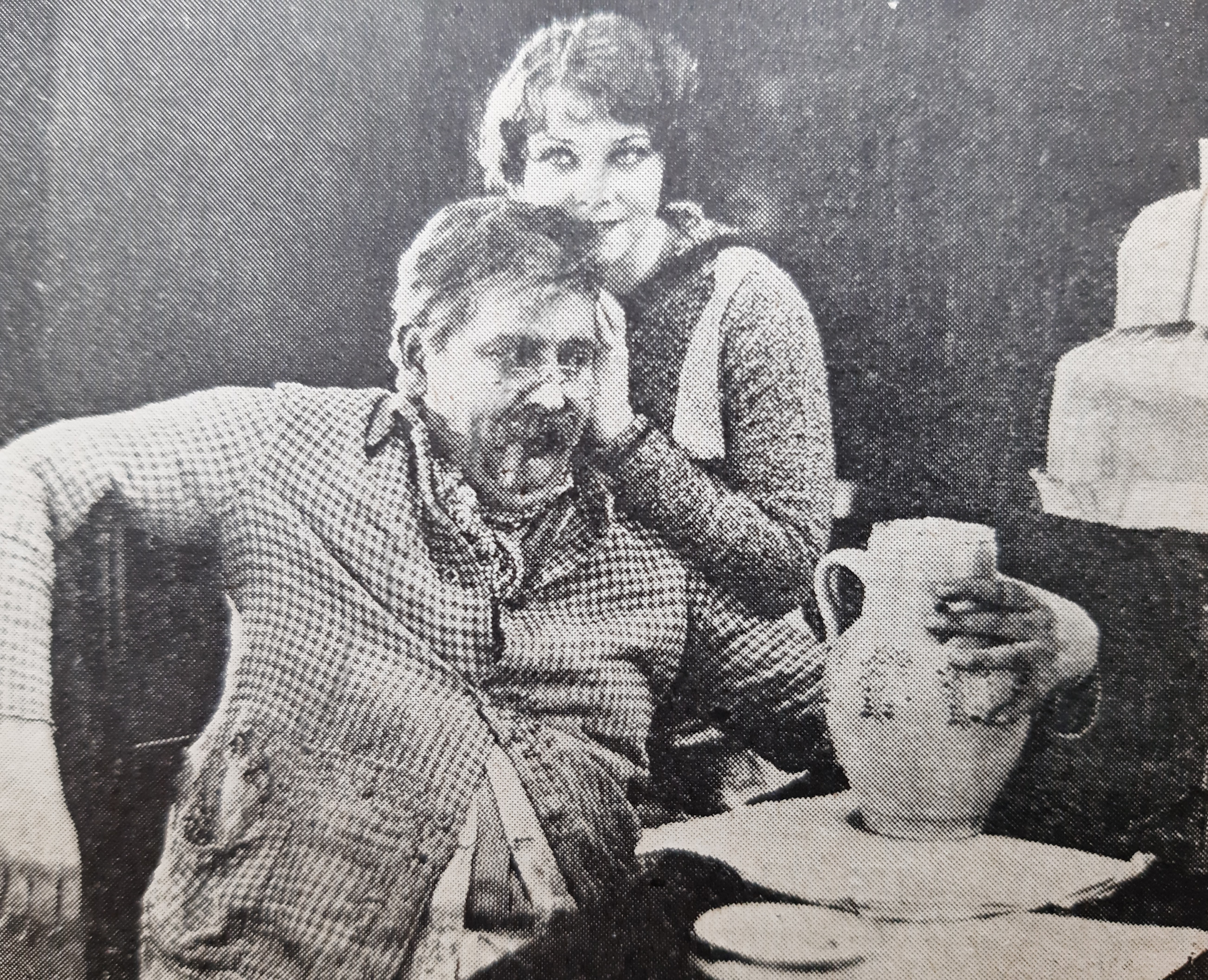
Theodor Pištěk et  Marie Ženíšková (cs)

## Filmographie
- 1921 : Jánošík
- 1929 : Séduction (Erotikon) de Gustav Machatý
- 1930 : Telle est la vie (Takový je zivot) de Carl Junghans
- 1931 : Lui et sa sœur
- 1933 : La vie est une chienne
- 1953 : Anna Proletářka
- 1959 : Princezna se zlatou hvězdou de Martin Frič : l'aide de camp du prince

## Sources de la traduction
- (en) Cet article est partiellement ou en totalité issu de l’article de Wikipédia en anglais intitulé « Theodor Pištěk (actor) » (voir la liste des auteurs).